# Liebeck v. McDonald's Restaurants
Le procès Liebeck contre McDonald's est un procès entre l'enseigne de restauration rapide McDonald's et une cliente, Stella Liebeck, au sujet de brûlures au second et au troisième degré causées par un café renversé. Il fait suite au refus de la firme de rembourser une partie des frais médicaux de la victime, dont une semaine d'hospitalisation et deux ans d'invalidité. McDonald's est d'abord condamné à des dommages punitifs de 640 000 $ puis fait appel avant que les parties ne concluent sur un montant non rendu public.
Le cas devient ensuite célèbre aux États-Unis puis dans le monde comme un exemple de procès potentiellement aberrants que permettent le système judiciaire des États-Unis. Il a toutefois été constaté par la suite que la représentation médiatique de l'affaire a souvent été tronquée, menant à une diabolisation de la plaignante.

## Histoire

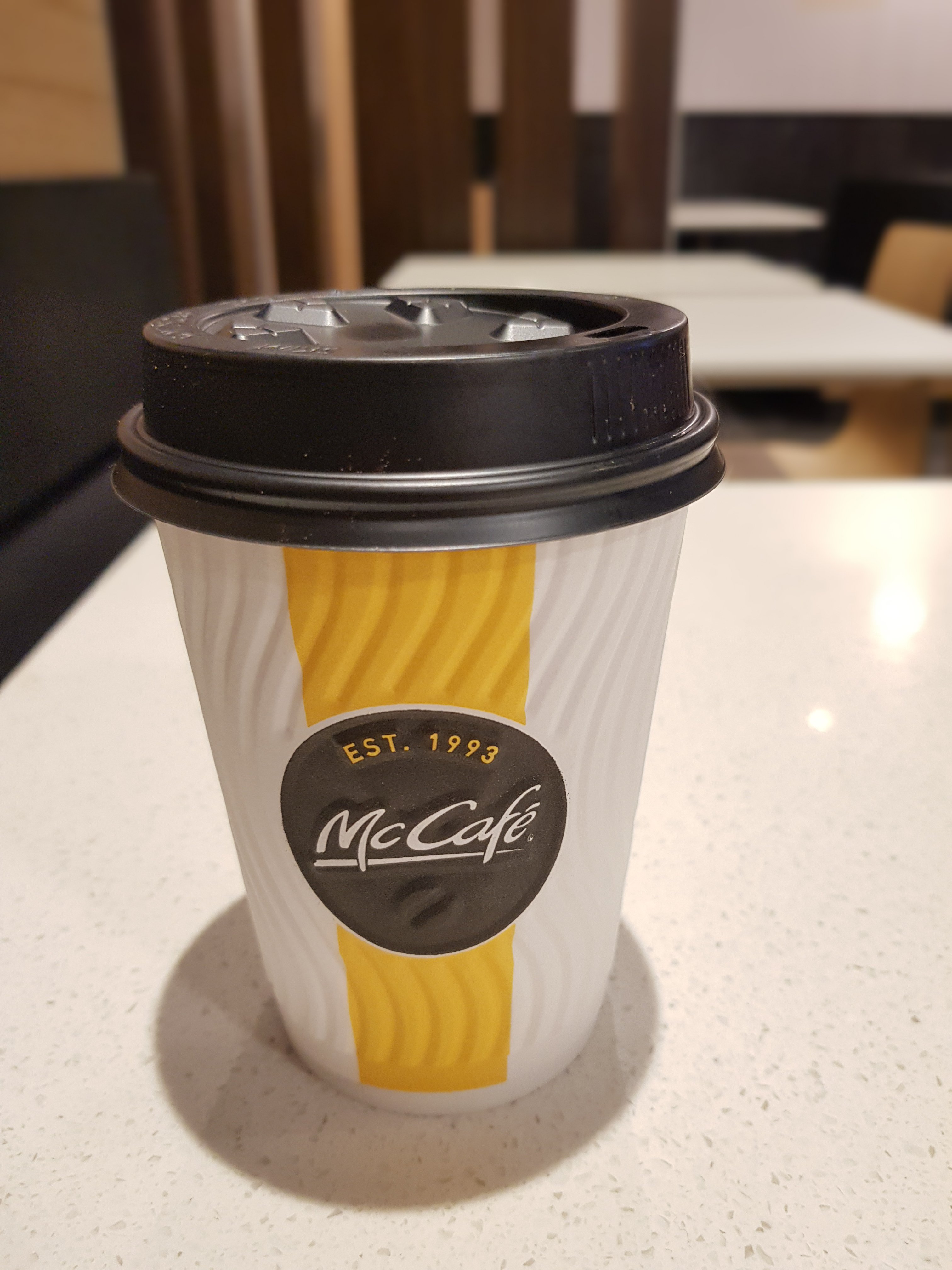
Une tasse de café vendue chez McDonald's.

En février 1992, Stella Liebeck, une femme de 79 ans de Santa Fé (Nouveau-Mexique), accompagnée de son petit-fils, achète un gobelet de café au Mc Drive du McDonald's d'Albuquerque, où elle vient de déposer son fils à l'aéroport. Son petit-fils Chris Tiano gare la voiture pour que Stella Liebeck ajoute le lait et le sucre. Mais le couvercle est coincé. Le tableau de bord est en pente et elle n'a pas de porte gobelet. Ayant besoin de ses deux mains, elle coince le gobelet en styrofoam entre ses genoux et tire le couvercle qui se détache brutalement, renversant le gobelet et le café brûlant qui se répand sur ses vêtements en coton, ses genoux, ses cuisses, son entrejambe, son aine, ses fesses et le siège,. Le café très chaud (plus de 82 °C) resté au contact de sa peau pendant plus de 90 secondes, la brûle aux deuxième degré sur 16 % de sa peau et au troisième degré sur 6 %,. 
Hospitalisée au Northside Presbyterian Hospital d'abord une semaine, puis immobilisée trois semaines chez elle, Stella Liebeck doit ensuite subir des greffes de peau et une convalescence qui la force à rester immobile pendant plusieurs semaines. Après l'incident, Liebeck souffre d'un handicap permanent et est partiellement invalide pendant deux ans. En conséquence, elle ne pèse plus que trente-huit kilogrammes, contre cinquante auparavant. Son chirurgien affirma que ce fut l'un des cas de brûlures les plus graves qu'il ait vus.
Du fait des coûts médicaux et des autres frais forcés, sa fille ayant pris un congé sans solde pour l'assister, Stella Liebeck contacte McDonald's pour lui faire part de l'incident, et lui demander de prendre en charge les frais médicaux restant à sa charge (environ 11 000 $), outre le salaire perdu de leur fille, pour un montant total réclamé de 20 000 $. McDonald's leur propose 800 $ à titre forfaitaire.
Refusant cet accord, elle poursuit McDonald's en justice.

## Le procès
La plainte est déposée le 3 décembre 1993 devant la district court d'Albuquerque (Nouveau-Mexique).  
Le procès se tient le 18 août 1994, devant un jury, à la suite des refus de McDonald's de trouver un arrangement d'abord proposé par l'avocat de Liebeck, d'un montant de 90 000 $, puis par un médiateur, juste avant le procès, à hauteur de 225 000 $. 
Les débats montrent que McDonald's servait sciemment le café à une température comprise entre 82 °C et 88 °C,, c'est-à-dire une température où il n'est pas consommable, afin que le café reste chaud le temps que ses clients arrivent à leur bureau. À cette température, un liquide cause des brûlures au deuxième et troisième degrés en deux à sept secondes. Néanmoins, rien n'indique à l'utilisateur que le liquide est à une température dangereuse.
Le procès révèle également que de 1982 à 1992, McDonald's avait reçu plus de 700 rapports de brûlures graves qui avaient abouti à des dédommagements totaux de 500 000 dollars,.
Le 18 août 1994, le jury déclare McDonald's responsable, mais estime que Stella Liebeck est elle-même responsable à hauteur de 20 % de ses blessures et McDonald's à 80 %, et condamne McDonald's à payer 200 000 $ de dommages-intérêts, moins 20 % soit 160 000 $ et 2 700 000 $ de dommages punitifs, soit deux jours des bénéfices de McDonald's sur la vente de café. Il est probable que les refus itératifs d'un quelconque arrangement de la part de McDonald's aient contribué à la fixation de dommages aussi élevés. Ce montant est réduit à 640 000 $ par le juge,,.
McDonald's fait appel du jugement et les parties concluent finalement une transaction sur un montant qui n'a pas été révélé mais qui serait inférieur à 600 000 $, probablement proche de 300 000 $,.

## Décès de la plaignante
La plaignante Stella Liebeck est morte le 5 août 2004 à l'âge de 91 ans. Selon sa fille Nancy Tiano vivant à Santa Fe, ses « brûlures et les procédures judiciaires ont eu des conséquences néfastes » car dans les années qui ont suivi le règlement de l'affaire, Stella Liebeck n'avait « aucune qualité de vie » et le dédommagement qu'elle avait reçu avait payé les soins d'une infirmière à domicile, à la fin de ses jours.

## Réactions et conséquences
Le cas Liebeck contre McDonald's est souvent cité en exemple représentatif de la « culture du dommage » aux États-Unis avec ses poursuites outrancières ((en)Frivolous litigation). ABC News l'a désigné comme modèle pour de futurs procès excessifs, alors que le juriste Jonathan Turley (en) a fait valoir que la plainte relevait d'« un procès significatif et digne ». L’avocate Susan Saladoff s'est penchée sur la manière dont l’affaire a été décrite dans les médias. En janvier 2001, les chercheurs Michael McCann, William Haltom et Anne Bloom ont publié un article intitulé « Java Jive: Genealogy of a Juridical Icon » dans lequel ils argumentent que les caractéristiques structurelles du journalisme couplées avec l'instrumentalisation politique de l'affaire ont mené à une représentation incomplète de l'affaire, menant à une diabolisation de la plaignante. Ils pointent notamment la nécessité des médias de représenter les situations dans des cadres conceptuels familiers, ce qui a un effet adverse sur le degré de précision juridique de l'information. En juin 2011, la chaîne HBO a réalisé Hot Coffee, un documentaire qui explique en détail comment l'affaire Liebeck a été axée sur le débat sur la réforme de la responsabilité délictuelle, votée ensuite en 2012,,.

## Procès similaires
- Affaire Angelina et Jack McMahon contre Bunn-O-Matic Corp. et autres : rejet de la demande d'indemnisation par une cour de district fédérale, puis par la Cour d'appel des États-Unis pour le septième circuit, appliquant le droit de l'Indiana[18].
- En 2002, la Haute Cour d'Angleterre et du Pays de Galles a rejeté le recours de 36 personnes brûlées par des boissons chaudes servies chez McDonald's : le juge Richard Field a estimé que l'entreprise n'était pas tenue d'avertir les consommateurs des risques de brûlures[19].

## Prix Stella
À la suite de cette affaire, le journaliste et humoriste américain Randy Cassingham créa le prix Stella (Stella Awards) qui « récompense », chaque année, une personne ayant entamé la poursuite jugée la plus outrancière aux États-Unis.